# Nitroglycérine (jeu vidéo)
Nitroglycérine est un jeu vidéo d'aventure développé et édité par Coktel Vision, sorti en 1987 sur Amstrad CPC, Atari ST, Commodore 64, DOS et Thomson. Il est adapté du tome Nitroglycérine de la bande dessinée Lucky Luke,,,.